# Egilops
Egilops, kozieniec, ościec, twałek, koziook (Aegilops) – rodzaj roślin z rodziny wiechlinowatych (Poaceae). Obejmuje 21–23 gatunki występujące w obszarze śródziemnomorskim oraz Azji południowo-zachodniej i środkowej. W Europie występuje 10 gatunków, w Polsce – jako zadomowiony antropofit obecny jest egilops cylindryczny A. cylindrica, a przejściowo dziczejący (efemerofit) – egilops orkiszowaty A. ligustica ≡ A. speltoides subsp. ligustica. Rośliny z tego rodzaju są blisko spokrewnione z pszenicą (Triticum) i ich genom partycypował w powstawaniu pszenicy zwyczajnej. 

## Systematyka
Pozycja według APweb (aktualizowany system APG IV z 2016)
Rodzaj z plemienia Triticeae i podrodziny wiechlinowych (Pooideae) z rodziny wiechlinowatych (Poaceae) w obrębie jednoliściennych.
Wykaz gatunków
- Aegilops bicornis (Forssk.) Jaub. & Spach
- Aegilops biuncialis Vis.
- Aegilops caudata L.
- Aegilops columnaris Zhuk.
- Aegilops comosa Sm.
- Aegilops crassa Boiss. ex Hohen.
- Aegilops cylindrica Host – egilops cylindryczny[4], kozieniec cylindryczny[5]
- Aegilops geniculata Roth
- Aegilops × insulae-cypri H.Scholz
- Aegilops juvenalis (Thell.) Eig
- Aegilops kotschyi Boiss.
- Aegilops longissima Schweinf. & Muschl.
- Aegilops mutica Boiss.
- Aegilops neglecta Req. ex Bertol.
- Aegilops peregrina (Hack.) Maire & Weiller
- Aegilops searsii Feldman & Kislev
- Aegilops sharonensis Eig
- Aegilops speltoides Tausch – egilops orkiszowaty[4], kozieniec pszeniczny[5]
- Aegilops tauschii Coss.
- Aegilops triuncialis L.
- Aegilops umbellulata Zhuk.
- Aegilops uniaristata Vis.
- Aegilops vavilovii (Zhuk.) Chennav.
- Aegilops ventricosa Tausch